# OpenAlex
OpenAlex, nommée en référence à la Bibliothèque d'Alexandrie, est un catalogue d’articles scientifiques, d’auteurs, et d’institutions accessible en mode d'accès ouvert (open access). Lancé en 2022 à partir d'une base bibliographique fournie gratuitement par Microsoft, la base de données fait la concurrence à des produits commerciaux comme WoS de Clarivate ou le Scopus d'Elsevier, et est complétée par des outils bibliométriques. 

## Histoire
Le 1er janvier 2022, la base de données Microsoft Academic Graph (MAG) cesse d'être mise à jour. Elle contient initialement les métadonnées de 209 millions de documents (articles de revues, livres, etc.), 213 millions de noms d'auteurs désambigüisés, 124 000 noms de lieu (lieux qui hébergent des œuvres, tels que des revues et des dépôts en ligne), 109 000 noms d'institutions, et 65 000 concepts issus de Wikidata (lié par un classificateur hiérarchique automatisé multi-tag).  
L'association à but non lucratif OurResearch a proposé à la place une base de données bibliographique en accès libre, OpenAlex, avec l'ambition de proposer un catalogue complètement ouvert de la recherche mondiale ("a fully open catalog of the global research system"). 
En 2024, le ministère de la Recherche et de l'enseignement supérieur français s'engage à contribuer financièrement au projet, considéré « comme une infrastructure cruciale de science ouverte ». 

## Contenu
Le premier jeu de données est issu du Microsoft Academic Graph (MAG). Il est enrichi régulièrement par l'apport d'autres bases de données : les données sur les institutions proviennent du Research Organization Registry (en)(ROR), les données sur les auteurs viennent d'ORCID, et les concepts (Fields of study) de Wikidata.  
Pour interroger la base, une interface graphique est mise en place à l'été 2022, relativement rudimentaire. Le contenu de la base est disponible grâce à une API REST. Le code source d'OpenAlex est ouvert et l'accès à l'API est gratuit. 
OpenAlex indique en 2024 contenir 250 millions de travaux scientifiques provenant de 250 000 sources, 90 millions d'auteurs et autrices (désambiguïsés) et 100 000 institutions. Ces statistiques sont plus importantes que celles de Scopus ou du WoS, mais certaines données, notamment concernant les affiliations aux institutions, doivent être corrigées ,,. 

## Usage
OpenAlex est utilisé par les universités pour mesurer les progrès réalisés par leurs équipes de recherche en matière d'“ouverture” des publications ou de développement durable. OpenAlex s'appuie sur les données du DOAJ ainsi que celles d'Unpaywall pour indiquer le statut (fermeture ou ouverture) et la voie utilisée pour la mise en accès ouvert (open access en version dorée, verte, bronze, ou hybride), et sur des requêtes d'Aurora pour qualifier les œuvres indexées en fonction des objectifs de développement durable définis par les Nations Unies.
En septembre 2023, l'Université de Leyden annonce qu'elle utilisera désormais OpenAlex pour établir son classement des institutions de recherche de 2024. En décembre 2023, Sorbonne Université, puis le CNRS en 2024, annoncent se désabonner de Scopus en faveur d'OpenAlex. Plusieurs autres institutions, comme l'Université de Lorraine, ont également fait le choix  d’utiliser Open Alex préférentiellement au Web of Science pour réaliser leurs indicateurs bibliométriques et alimenter leur baromètre de la Science Ouverte (BSO). 
En 2024, le ministère de l'Enseignement supérieur et de la Recherche (MESR) a mis en place l'outil works-magnet, développé notamment par Eric Jeangirard et Anne L'Hôte, dont une des fonctions est d'identifier les erreurs dans les métadonnées d'affiliation dans la base et de transmettre des demandes de correction automatisées (rattachement à un identifant ROR manquant, ou suppression d'un identifiant ROR erroné) à l'équipe Open Alex,. L'application est open source, et son code est disponible sur GitHub.